# El Castillo de las Guardas
El Castillo de las Guardas é um município da Espanha na província de Sevilha, comunidade autónoma da Andaluzia, de área 260 km² com população de 1618 habitantes (2007) e densidade populacional de 6,32 hab/km².

## Demografia
| Variação demográfica do município entre 1991 e 2004 | Variação demográfica do município entre 1991 e 2004 | Variação demográfica do município entre 1991 e 2004 | Variação demográfica do município entre 1991 e 2004 |
| --------------------------------------------------- | --------------------------------------------------- | --------------------------------------------------- | --------------------------------------------------- |
| 1991                                                | 1996                                                | 2001                                                | 2004                                                |
| 1765                                                | 1600                                                | 1618                                                | 1635                                                |